# El Rincón, Huimilpan
El Rincón är en ort i Mexiko.   Den ligger i kommunen Huimilpan och delstaten Querétaro Arteaga, i den centrala delen av landet, 160 km nordväst om huvudstaden Mexico City. El Rincón ligger 2 306 meter över havet och antalet invånare är 224.
Terrängen runt El Rincón är kuperad, och sluttar norrut. Runt El Rincón är det ganska tätbefolkat, med 179 invånare per kvadratkilometer. Närmaste större samhälle är Huimilpan, 1,0 km nordväst om El Rincón. Trakten runt El Rincón består till största delen av jordbruksmark.